# Кодзіма Рьосуке
Кодзіма Рьосуке (яп. 小島 亨介; нар. 30 січня 1997) — японський футболіст, що грав на позиції воротаря.

## Клубна кар'єра
З 2019 року захищає кольори «Ойта Трініта».

## Кар'єра в збірній
З 2017 року залучався до складу молодіжної збірної Японії, з якою брав участь у молодіжних чемпіонатах світу 2017.

## Титули і досягнення
- Переможець Юнацького (U-19) кубка Азії: 2016
- Срібний призер Азійських ігор: 2018